# Fredericia Hardcore Festival
Fredericia Hardcore Festival er en årlig begivenhed der afholdes i Ungdommens Hus i Fredericia, ofte fra slutningen af juli til starten af august. Utallige punk og metal orkestre har spillet ved festivalen. Derudover har Dansk Pro Wrestling og Comedy Fight Club også gæstet festivalen.
|  | Denne artikel kan blive bedre, hvis der indsættes geografiske koordinater Denne artikel omhandler et emne, som har en geografisk lokation. Du kan hjælpe ved at indsætte koordinater i wikidata. |